# 朝比奈泰能
朝比奈 泰能（あさひな やすよし）は、戦国時代の武将。今川氏の重臣。遠江国掛川城主。

## 生涯
明応6年（1497年）、朝比奈泰煕の子として誕生。永正9年（1512年）、父の死去により家督を継ぐが、若年のため叔父・朝比奈泰以の後見を受ける。永正15年（1518年）6月、寿桂尼の兄・中御門宣秀の娘を娶ることで主君・今川氏の姻戚となった。
泰能は氏親、氏輝、義元の今川氏3代に渡って仕えた宿老であり、大永6年（1526年）に制定された「今川仮名目録」には、三浦氏満と並ぶ重臣として記され、今川氏における外交文書などでは、太原雪斎と共に名を連ねている。
遠江の要衝・掛川城を居城として今川義元の西方（遠江・三河）への戦略を常に助ける働きを示すが、その一環として分家の泰長・元智の兄弟などに浜名湖西岸の宇津山城を託している。自らも天文17年（1548年）の小豆坂の戦いでは、総大将の太原雪斎を補佐する副将として出陣した。
天文18年（1549年）には、岡崎城主・松平広忠が横死すると、岡崎城接収の任にも当たっている。
弘治3年（1557年）8月30日に病死。なお、永禄3年（1560年）の桶狭間の戦いで尾張国鷲津砦を攻撃した将の名が「朝比奈泰能」となっている史料もあるが、実際は後を継いだ嫡子・泰朝のことで、親子を誤ったものと見られているが、一説に雪斎に続く重臣の死に今川軍が動揺する事を恐れて3年間、喪を伏していた可能性がある。
雪斎に続く補佐役であった泰能の死は義元にとって痛手であった。義元が桶狭間の戦いで織田信長に敗れて討ち死にするのはこの3年後である。

## 別伝
一説に泰能は通称を弥太郎といい、武田信玄による駿府占領まで存命であったという。泰能は急追する武田軍に突入して主君氏真や城中の女房衆の脱出の時間を稼ぎ、自らは市中で自害したとする。その墓が死没の地とする静岡市の大正寺に残る。或いは同族の誰かと伝承が混同したものか。

## 系譜
- 父：朝比奈泰煕（?-1511）
- 母：不詳
- 正室：中御門宣秀娘
- 生母不明の子女
  - 男子：朝比奈泰朝（1538?-?）

## 小説
- 岩井三四二『難儀でござる』〈光文社時代小説文庫〉2009年。

## 登場作品
- 信長 KING OF ZIPANGU（1992年、演：俵一）
- 天下を獲った男 豊臣秀吉（1993年、演：野口貴史）
- 織田信長（1994年、演：波多野博）
- 風林火山（2007年、演：史朗）